# Boeing Y1
De Boeing Y1 is het eerste onderdeel van Boeings Yellowstone Project. Het valt in het segment van de 100-200 persoons-verkeersvliegtuigen en moet gaan concurreren met de Airbus A320-familie. Het toestel gaat de Boeing 717, 737 en de 757 vervangen. Hoewel de 737 het enige van dit trio is die nog gebouwd wordt is dit niet de toekomstige Y1. De Y1 staat ook wel bekend als de 737RS, voor "737 Replacement Study".